# Homelix
Homelix is een kevergeslacht uit de familie van de boktorren (Cerambycidae). De wetenschappelijke naam van het geslacht werd voor het eerst geldig gepubliceerd in 1858 door Thomson.

## Soorten
Homelix omvat de volgende soorten:
- Homelix albofasciatus Thomson, 1858
- Homelix arcuatus (Chevrolat, 1855)
- Homelix decussatus (Chevrolat, 1856)
- Homelix klingi (Kolbe, 1893)
- Homelix vittatus (Aurivillius, 1914)
- Homelix annuliger Aurivillius, 1914
- Homelix cribratipennis Thomson, 1858
- Homelix cruciatus Breuning, 1937
- Homelix liturata (Quedenfeldt, 1882)
- Homelix morini Teocchi, 1999
- Homelix variegata Jordan, 1894